# Shinkichi Tajiri
Shinkichi Tajiri (ur.  7 grudnia 1923 w Los Angeles, Stany Zjednoczone - zm. 15 marca 2009 w Baarlo, Holandia) – amerykański rzeźbiarz, który mieszkał w Holandii od 1956 roku. Zajmował się także malarstwem, fotografią i kinematografią.

## Wczesne życie
Amerykanin pochodzenia japońskiego, Shinkichi Tajiri urodził się w Watts, robotniczej dzielnicy Los Angeles. Był piątym z siedmiorga dzieci Ryukichiego Tajiri i Fuyo Kikuty, emigrantach pierwszego pokolenia (issei), którzy w 1906 i 1913 roku przenieśli się z Japonii do Stanów Zjednoczonych.
W 1936 roku rodzina przeniosła się do San Diego. Jego ojciec zmarł, gdy miał piętnaście lat. W 1940 roku Tajiri otrzymał pierwsze lekcje rzeźbiarstwa od Donala Horda.
W 1942 roku rodzina została internowana do Centrum Przesiedlenia Wojennego Poston w Arizonie. Był żołnierzem 442. Pułku Piechoty, podobnie jak jego brat, Vincent. Od 1943 roku walczyli w Europie; zostali ranni we Włoszech. Shinkichi wrócił do Chicago na studia w Instytucie Sztuki (ang. Art Institute) w latach 1946-1948.

## Losy po II wojnie światowej
W 1949 roku wyjechał do Paryża na studia u Ossipa Zadkine'a, a następnie Fernanda Légera. Poznał Karela Appela i Corneille'a w Paryżu i współpracował z nimi w 1949 roku na wystawie zorganizowanej przez nich grupy Cobra w Stedelijk Museum w Amsterdamie. W 1951 roku wyjechał do Niemiec i wykładał na Werkkunstschule w Wuppertalu. W 1955 roku w Cannes miał premierę jego film krótkometrażowy pt. "The Viper", za którego otrzymał Złotego Lwa. Od 1956 mieszkał w Holandii, od 1962 w Baarlo. Pracował jako rzeźbiarz i malarz. Wystawiał na documenta Kassel II w 1959; III w 1964 i IV w 1968. Od 1969 roku wykładał w Hochschule für Bildende Künste w Berlinie. W 1969 i 1970 roku Shinkichi fotografował Mur Berliński. W 1970 roku wyjechał do Danii i wyreżyserował film pt. "Bodil Joensen - En sommerdag juli 1970" (ang. A Summer Day) nagrodzony Grand Prix na Wet Dream Festival, z głównym udziałem Bodil Joensen. W 1975 i 1976 roku odtworzył dagerotypię: surrealistyczne portrety, akty, jak również dagerotypy Muru Berlińskiego.

## Katalogi
- Spiegel mit Erinnerungen, Shiunkichi Tajiris Wiederentdeckung der Daguerreotypie. Exhibition, catalogue, Künstlerhaus Bethanien: Berlin, edytor, 1977
- Stereoscopic Views by Tajiri, Exhibition, catalogue, Stedelijk Museum: Amsterdam, edytor, 1979